# Anthurium langendoenii
Anthurium langendoenii är en kallaväxtart som beskrevs av Thomas Bernard Croat och D.C.Bay. Anthurium langendoenii ingår i släktet Anthurium och familjen kallaväxter. Inga underarter finns listade.